# Stadt- und Kreisarchiv Paderborn
Das Stadt- und Kreisarchiv Paderborn ist das seit 2017 gemeinsame Archiv der Stadt Paderborn und des Kreises Paderborn. Leiter des Archivs ist Wilhelm Grabe.

## Geschichte und Beschreibung
Die Quellen zur Geschichte von Stadt und Kreis aus der Zeit von 1224 bis zur Gegenwart umfassen Urkunden, Akten, Stadtbücher, Landkarten und Pläne, zudem etliche Vereins- und Firmenarchive, Nachlässe und andere, umfangreiche Sammlungen, darunter Fotos, Ansichtskarten, Filme, Videos, Plakate und Flugschriften.
Sämtliche Archivalien können – mitunter nach Ablauf gesetzlicher Schutzfristen – von allen Bürgerinnen und Bürgern genutzt werden.
Wochen- und Tageszeitungen aus Paderborn ab der zweiten Hälfte des 18. Jahrhunderts sind auf Mikrofilm einsehbar. Die Präsenzbibliothek umfasst rund 40.000 Bände, vor allem Literatur zur Geschichte des Paderborner Landes. Über die ständig aktualisierte „Paderborner Bibliographie“ wird die gesamte Literatur zum Thema Paderborn nachgewiesen.